# Aihwa Ong
Aihwa Ong, née le 1er février 1950 à George Town dans l'État de la Malaisie, est une anthropologue, une essayiste et professeure d'anthropologie socioculturelle américaine d'origine malaisienne. 

## Biographie

### Formation
Elle a un doctorat (Ph.D) soutenu en 1982 auprès de l'Université Columbia de New York. 

### Carrière
Après avoir été professeure au Hampshire College (en) de 1982 à 1984, elle rejoint l'université de Californie à Berkeley où elle devient titulaire de la chaire du Centre d'étude d'Asie du Sud-Est.

### Recherches
Ses recherches ont pour thème les interactions entre les systèmes de gouvernance, le politique, la technologie et la culture et la façon dont l'environnement constitué par ces interactions façonne les valeurs et les pratiques humaines dans les pays d'Asie du Pacifique. Les travaux de Ong sur les femmes musulmanes ouvrières, les citoyens chinois en situation de diaspora, la souveraineté des États-Nation et les réfugiés cambodgiens ont permis d'avancer la recherche en anthropologie de la globalisation.  
Dans Global Assemblages (2005), Aihwa Ong et Stephen Collier proposent une approche anthropologique qui étudie les divers effets subjectifs et institutionnels de la globalisation sur des nouvelles manières de vivre émergentes. Le travail de terrain anthropologique mené par Ong en Asie du Sud-Est et en Chine permet à cette chercheuse de témoigner de l'émergence de centres globaux et de biotechniques globales dans l’espace très changeant de la modernité de l'Asie.
Ong est l’auteure de plusieurs ouvrages clés en anthropologie. Parmi ceux-ci figurent Flexible Citizenship: the cultural logics of transnationality (1999); Buddha is Hiding: refugees, citizenship, the new America (2003) et Neoliberalism as Exception: mutations in citizenship and sovereignty (2006).  Certains de ces ouvrages[Lesquels ?] sont disponibles en langue allemande, italienne et dans les langues officielles de la Chine[Lesquelles ?].
Anthropologue féministe, elle critique cependant les chercheuses féministes occidentales qui, selon elle, adoptent une position de supériorité dans leur manière d'aborder les sociétés non-occidentales.
En 2020, elle a reçu des subventions de la National Science Foundation, et du Social Science Research Council.

## Œuvres et publications

### Essais
- (en-US) Spirits of Resistance and Capitalist Discipline: Factory Women in Malaysia, State University of New York Press, juillet 1987, rééd. 3 septembre 2010, 294 p. (ISBN 9781438433547)[7],
- (en-US) Bewitching Women, Pious Men: Gender and Body Politics in Southeast Asia, University of California Press, 1er janvier 1995, 314 p. (ISBN 9780520088610)[8],
- (en-US) Ungrounded Empires: The Cultural Politics of Modern Chinese Transnationalism, Routledge, 10 décembre 1996, 364 p. (ISBN 9780415915434, lire en ligne),
- (en-US) Flexible Citizenship: The Cultural Logics of Transnationality, Duke University Press Books, mars 1998, rééd. 19 février 1999, 336 p. (ISBN 9780822322696)[9],
- (en-US) Buddha Is Hiding: Refugees, Citizenship, the New America, University of California Press, 1er janvier 2003, 352 p. (ISBN 9780520238244)[10],
- (en-US) Co-rédigé avec Stephen J. Collier, Global Assemblages: Technology, Politics, and Ethics as Anthropological Problems, Wiley-Blackwell, 15 octobre 2004, 494 p. (ISBN 9781405123587),
- (en-US) Neoliberalism as Exception: Mutations in Citizenship and Sovereignty, Duke University Press Books, 19 juillet 2006, 304 p. (ISBN 9780822337485)[11],
- (en-US) Co-rédigé avec Li Zhang, Privatizing China: Socialism from Afar, Cornell University Press, 28 février 2008, rééd. 27 mai 2015, 300 p. (ISBN 9780801473784),
- (en-US) Co-rédigé avec Nancy N. Chen, Asian Biotech: Ethics and Communities of Fate, Duke University Press, 1 janvier 2009, rééd. 5 novembre 2010, 344 p. (ISBN 9780822347934)[12],
- (en-US) Co-rédigé avec Ananya Roy, Worlding Cities, John Wiley & Sons, 1er janvier 2011, 352 p. (ISBN 9781405192774),
- (en-US) Fungible Life: Experiment in the Asian City of Life, Duke University Press Books, 28 octobre 2016, 312 p. (ISBN 9780822362494),

### Participation à des ouvrages collectifs
- (en-US) Henrietta L. Moore (dir.), The Future of Anthropological Knowledge, Routledge, 14 mars 1996, 183 p. (ISBN 9780415107877, lire en ligne), p. 60-92, ch. 4 : Anthropology, China and modernities,
- (en-US) L. Lamphere, Situated Lives: Gender and Culture in Everyday Life, Routledge, 25 mars 1997, 497 p. (ISBN 9780415918077, lire en ligne), p. 355-370, ch. 20 : Spirits of Resistance,
- (en-US) Lisa Lowe (dir.) et David Lloyd (dir.), The Politics of Culture in the Shadow of Capital, Duke University Press Books, 1er janvier 1997, 612 p. (ISBN 9780822320463, lire en ligne), p. 61-97, The Gender and Labor Politics of Postmodernity
- (en-US) Elizabeth A. Castelli (dir.) et Rosamond C. Rodman (dir.), Women, Gender, Religion, Palgrave Macmillan, 12 octobre 2001, 561 p. (ISBN 9780312240301, lire en ligne), p. 346-365, ch. 19 : The Production of Possession,
- (en-US) Jonathan Xavier Inda (dir.), The Anthropology of Globalization, Wiley-Blackwell, 28 janvier 2002, rééd. 2008, 483 p. (ISBN 9781405136136, lire en ligne), p. 167-183, ch. 7 : Cyberpublics and Diaspora, Politics among Transnational Chinese,
- (en-US) Jonathan Xavier Inda, Anthropologies of Modernity: Foucault, Governmentality, and Life Politics, Wiley-Blackwell, 2 septembre 2005, 289 p. (ISBN 9780631228271, lire en ligne), p. 83-104,ch.3 : Graduate Sovereignity in South-East Asia,

### Articles (sélection)
- (en-US) « The Production of Possession: Spirits and the Multinational Corporation in Malaysia », American Ethnologist, Vol. 15, No. 1,‎ février 1988, p. 28-42 (15 pages) (lire en ligne),
- (en-US) « The Gender and Labor Politics of Postmodernity », Annual Review of Anthropology, Vol. 20,‎ 1991, p. 279-309 (31 pages) (lire en ligne),
- (en-US) « Strategic Sisterhood or Sisters in Solidarity? Questions of Communitarianism and Citizenship in Asia », Indiana Journal of Global Legal Studies, Vol. 4, No. 1,‎ 1996, p. 107-135 (29 pages) (lire en ligne),
- (en-US) « "A Better Tomorrow"? The Struggle for Global Visibility », Sojourn: Journal of Social Issues in Southeast Asia, Vol. 12, No. 2,‎ octobre 1997, p. 192-225 (34 pages) (lire en ligne),
- (en-US) « Globalization and New Strategies of Ruling in Developing Countries », Études rurales, No. 163/164,‎ juillet - décembre 2002, p. 233-248 (16 pages) (lire en ligne),
- (en-US) Co-rédigé avec StephenJ. Collier, « Oikos/Anthropos: Rationality, Technology, Infrastructure », Current Anthropology, Vol. 44, No. 3,‎ juin 2003, p. 421-426 (6 pages) (lire en ligne),
- (en-US) « The Chinese Axis: Zoning Technologies and Variegated Sovereignty », Journal of East Asian Studies, Vol. 4, No. 1,‎ janvier-avril 2004, p. 69-96 (28 pages) (lire en ligne)
- (en-US) « (Re)Articulations of Citizenship », PS: Political Science and Politics, Vol. 38, No. 4,‎ octobre 2005, p. 697-699 (3 pages) (lire en ligne),
- (en-US) « Neoliberalism as a Mobile Technology », Transactions of the Institute of British Geographers New Series, Vol. 32, No. 1,‎ janvier 2007, p. 3-8 (6 pages) (lire en ligne),
- (en-US) « Powers of sovereignty: State, people, wealth, life », Focaal—Journal of Global and Historical Anthropology, N° 64,‎ 2012, p. 24–35 (12 pages) (lire en ligne),
- (en-US) « A Milieu of Mutations: The Pluripotency and Fungibility of Life in Asia », East Asian Science, Technology and Society: An International Journal,‎ 22 mai 2012, p. 69–85 (17 pages) (lire en ligne),
- (en-US) « “What Marco Polo Forgot”: Contemporary Chinese Art Reconfigures the Global », Current Anthropology, Vol. 53, No. 4,‎ août 2012, p. 471-494 (24 pages) (lire en ligne),
- (en-US) « Why Singapore Trumps Iceland », Journal of Cultural Economy , Volume 8, 2015 - Issue 3,‎ 12 mai 2015, p. 325-341 (16 pages) (lire en ligne),